# Yennenga
Yennenga (Gambaga, ... – ...; fl. XII-XIII secolo) è stata la Principessa del regno di Dagomba e la fondatrice e prima Regina del regno di Mossi.

## Biografia
La vita della principessa è avvolta nella leggenda ed è molto difficile per gli storici separare il mito dalla realtà, visto che la storia della sua vita fu tramandata in modo orale dal popolo Mossi. Sembra sia nata intorno al XII secolo, nella città di Gambaga nel nord-est dell'attuale Ghana, dalla regina Napoko e del re Nedega, sovrano del Dagomba. Il suo nome era Poko, che significa donna. Essendo la primogenita del re e priva di fratelli, fu molto amata dal padre che la educò in modo atipico, insegnandole a cavalcare e a combattere. La sua corporatura slanciata e la sua agilità le fece conquistare il soprannome che la fece passare alla storia Yennenga, che significa "snella".
Combatté in battaglia per il padre contro i mandingo. Armata di giavellotto, lancia e arco, era un'abilissima fantina e comandava il suo battaglione. Era talmente abile in battaglia che il padre decise di non darla in sposa per non privarsi del suo contributo in battaglia. Sembra che la principessa, in conflitto con il padre, abbia lasciato in sella al suo stallone, la dimora paterna e abbia incontrato uno dei figli del re dei mandingo, Rialé. Un'altra tradizione orale racconta che durante una battaglia si sia allontanata troppo per inseguire dei nemici e si sia persa. Sopraggiunta la notte incontrò Rialé, che le diede ospitalità. Le diverse tradizioni concordano sul fatto che la principessa non fece ritorno a casa e che dalla loro unione nacque un figlio che fu chiamato Ouédraogo, che significa stallone.
La Principessa inviò il figlio adolescente dal padre che lo educò all'arte della guerra e lo fece rientrare dai genitori con una scorta di guerrieri. Fu grazie a quei guerrieri che Ouédraogo conquistò nuovi territori e diede origine a un nuovo regno, il Regon dei Mossi. Il re Nedega, fiero dei successi del nipote gli fornì nuovi guerrieri e soprattutto persone e animali, che il giovane principe fece stabilire in un territorio vergine dove fondò la città di Tenkodogo. Col tempo conquistò nuovi territori e diede origine alla nuova dinastia Moro Naba.
Il corpo della regina Yennenga alla sua morte fu riportato a Gambaga. È considerata la madre dell'etnia Mossi e uno dei personaggi più famosi del Burkina Faso.

## Riconoscimenti
- Nel 1972 è stato creato il premio Étalon de Yennenga nel quadro del Festival Panafricain du Cinéma de Ouagadougou.[5]
- Nel 1984 fu innalzato un monumento in onore della principessa Yennenga a Ouagadougou.[6]
- La Nazionale di calcio del Burkina Faso è soprannominata Les Étalons ("Gli Stalloni"), in onore del cavallo di Yennenga.
- Sullo stemma della Burkina Faso appaioni due stalloni bianchi, in ricordo dello stallone della principessa.

## Nella cultura di massa
- Nel 1986 fu realizzato un corto metraggio di animazione intitolato La Princesse Yennega.[7]